# Durian Sembilan
Durian Sembilan is een bestuurslaag in het regentschap Ogan Komering Ulu Selatan van de provincie Zuid-Sumatra, Indonesië. Durian Sembilan telt 1249 inwoners (volkstelling 2010).